# Ilija Katić
Pour les articles homonymes, voir Katić.
Ilija Katić (né le 20 juillet 1945 à Belgrade en ex-Yougoslavie) est un footballeur international yougoslave d'origine serbe.